# Melanocera transiens
Melanocera transiens är en fjärilsart som beskrevs av Wichgraf 1911. Melanocera transiens ingår i släktet Melanocera och familjen påfågelsspinnare. Inga underarter finns listade i Catalogue of Life.